# 켄데
켄데(헝가리어: kende) 또는 퀸뒤(헝가리어: kündü)는 머저르인의 초기 군주 칭호다. 머저르 부족연맹은 켄데와 줄러라는 두 명의 지도자를 두는 이두군주정체였다. 이 중 줄러는 전쟁을 담당하는 군장(軍長)이었고, 켄데는 종교적인 역할을 담당한 것으로 보인다. 머저르인이 판노니아로 이주해왔을 당시 켄데의 이름은 쿠르산이었다. 쿠르산이 904년경 죽자 줄러 아르파드가 켄데가 됨으로써 머저르인들은 단일군주를 모시게 되었다. 다만 일부 학자들(크리스토 줄러 등)은 아르파드가 원래 켄데였고, 줄러의 역할을 나중에 흡수하게 되었다고 생각한다.
일부 학자들은 머저르인들이 하자르 카간국의 봉신이었기 때문에 이중군주제도 그들에게서 배운 것이라고 추측한다. 